# François Marius Granet
François Marius Granet (17 de diciembre de 1777 - 21 de noviembre de 1849). Pintor francés de estilo neoclásico, nacido en Aix-en-Provence

## Biografía
Hijo de un pequeño comerciante tenía grandes deseos de ser artista desde joven y que condujeron a sus padres a introducirlo, después de una enseñanza preliminar con un artista italiano, en una escuela libre de arte dirigida por M. Constantin, un pintor de paisajes de una cierta reputación. En 1793, Granet siguió a los voluntarios de Aix al sitio de Toulon, al final del sitio él obtuvo empleo como decorador en el arsenal. En 1796 se instala en París donde se hace pupilo de Jacques-Louis David y se gana la vida haciendo murales. En 1802 se traslada a Roma donde se dedica a dibujar los antiguos monumentos y las escenas de la vida de los artistas. También se da a conocer en el clero trabajando en los interiores de las iglesias y conventos, en un estilo holandés muy oscuro contrariamente a la formación recibida que era el estilo neo-clásico. En 1809 posó para Ingres.
En 1819 vuelve a París. En 1829 es designado conservador del Museo del Louvre, y también de la colección del Palacio de Versalles en 1830.
Se retira a Aix después de la revolución de 1848. A su muerte en 1849, el contenido de su taller, sus dibujos como sus colecciones de arte holandés e italiano del siglo de XVII se legan a la ciudad de Aix y constituyen los fondos del museo de Granet
Existe un museo en el centro de Aix-en-Provence que se llama Musée Granet por él. Fue construido en 1838, y contiene ocho pinturas de Paul Cézanne